# Charles Étienne Louis Camus
Charles Étienne Louis Camus (* 23. August 1699 in Crécy-en-Brie (Frankreich); † 4. Mai 1768 in Paris) war ein französischer Mathematiker und Physiker.

## Leben und Laufbahn
Charles Étienne Louis Camus zeigte schon früh seine weitreichende Begabung. Er studierte am Collège de Navarre der Universität Paris, betrieb dabei neben Mathematik auch mechanische und astronomische Studien und befasste sich sogar mit militärischer und ziviler Architektur.
Camus war als Examinator an verschiedenen Schulen tätig und insbesondere Mitarbeiter und später auch Mitglied der französischen Akademie der Wissenschaften in Paris. Zusammen mit Pierre Louis Moreau de Maupertuis, Alexis Claude Clairaut und Pierre Charles Le Monnier nahm er an der im Jahre 1736 durchgeführten französischen Expedition zur Klärung der Gestalt der Erde in Lappland teil.

## Wissenschaftliche Arbeit
Camus befasste sich in seinen wissenschaftlichen Arbeiten hauptsächlich mit Problemen der Mechanik. Hervorzuheben ist das im Jahre 1753 herausgegebene Lehrbuch Cours de mathématique, welches eine Zeitlang das Standardlehrbuch in der mathematischen Ausbildung der Offiziere der französischen Artillerie und Genietruppe war, wiewohl es später zunehmend kritisiert wurde.